# روبرتو مورينو
روبرتو مورينو (بالبرتغالية: Roberto Pupo Moreno‏) مواليد 11 فبراير 1959 في ريو دي جانيرو، هو سائق فورملا 1 برازيلي سابق بدأ مسيرته الاحترافية سنة 1982. كان أول سباق له هو جائزة هولندا الكبرى 1982. خاض خلال مسيرته 77 سباقاً.

## سباقات شارك فيها
- لو مان 24 ساعة
- بطولة العالم للسيارات الرياضية
- البطولة الأمريكية لسباق السيارات
- سلسلة إندي كار
- إنديانابوليس 500

## روابط خارجية
- روبرتو مورينو على موقع Racing-Reference.info (الإنجليزية)
- روبرتو مورينو على موقع DriverDB.com (الإنجليزية)